# Avanzino Nucci
Avanzino Nucci (* um 1552 in Gubbio; † 1629 in Rom) war ein italienischer Kunstmaler.

## Biografie

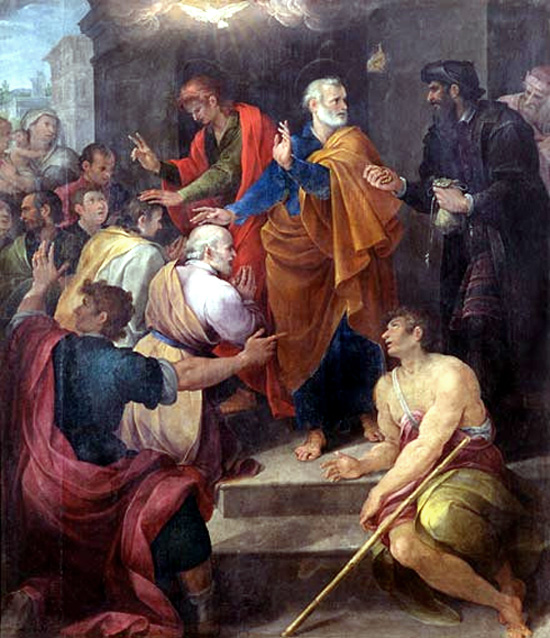
Konfrontation zwischen Petrus und Simon Magnus

Als Schüler und Mitarbeiter von Niccolò Circignani nahm er zusammen mit vielen seiner Kollegen an einigen der großen, von Papst Sixtus V. geförderten Ausschmückungen in Rom teil. Nach einem Aufenthalt in Neapel zwischen 1595 und 1598, bei dem er im Besuchszimmer der Certosa di San Martino tätig war, arbeitete er hauptsächlich in Rom, aber auch in Umbrien und den Marken, insbesondere in Gualdo Tadino, Perugia, Spoleto, Fabriano, Montebaroccio und Fermo. Die Zusammenarbeit mit Cristoforo Roncalli, Baldassare Croce und Cavalier d’Arpino führte um 1600 zu den besten Ergebnissen von Nucci, der zu einer anständigen Variante frommer Malerei, bescheidener Intonation und kommunikativer Planung gelangte.